# 滴漏式咖啡

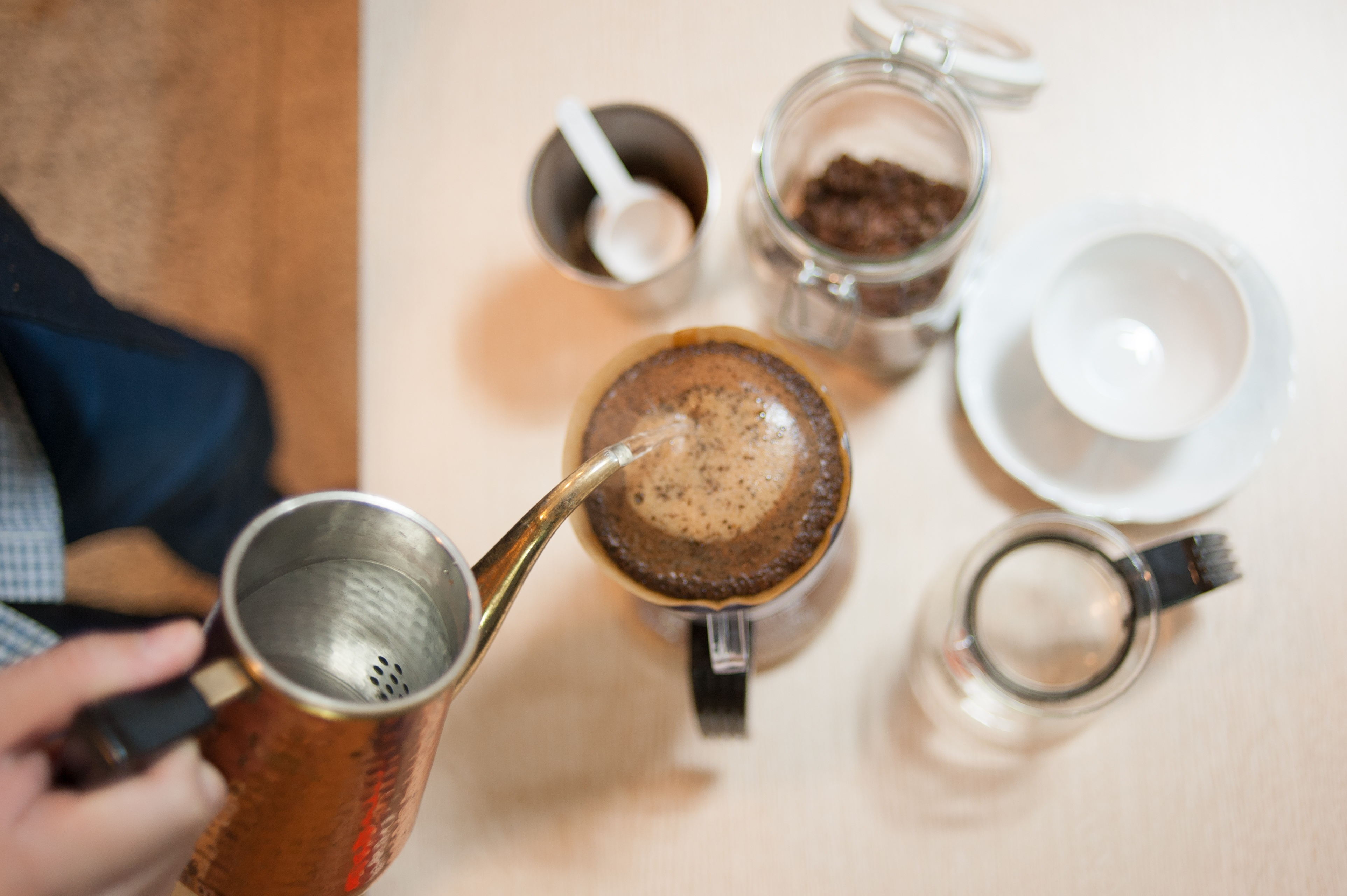
滴漏式咖啡

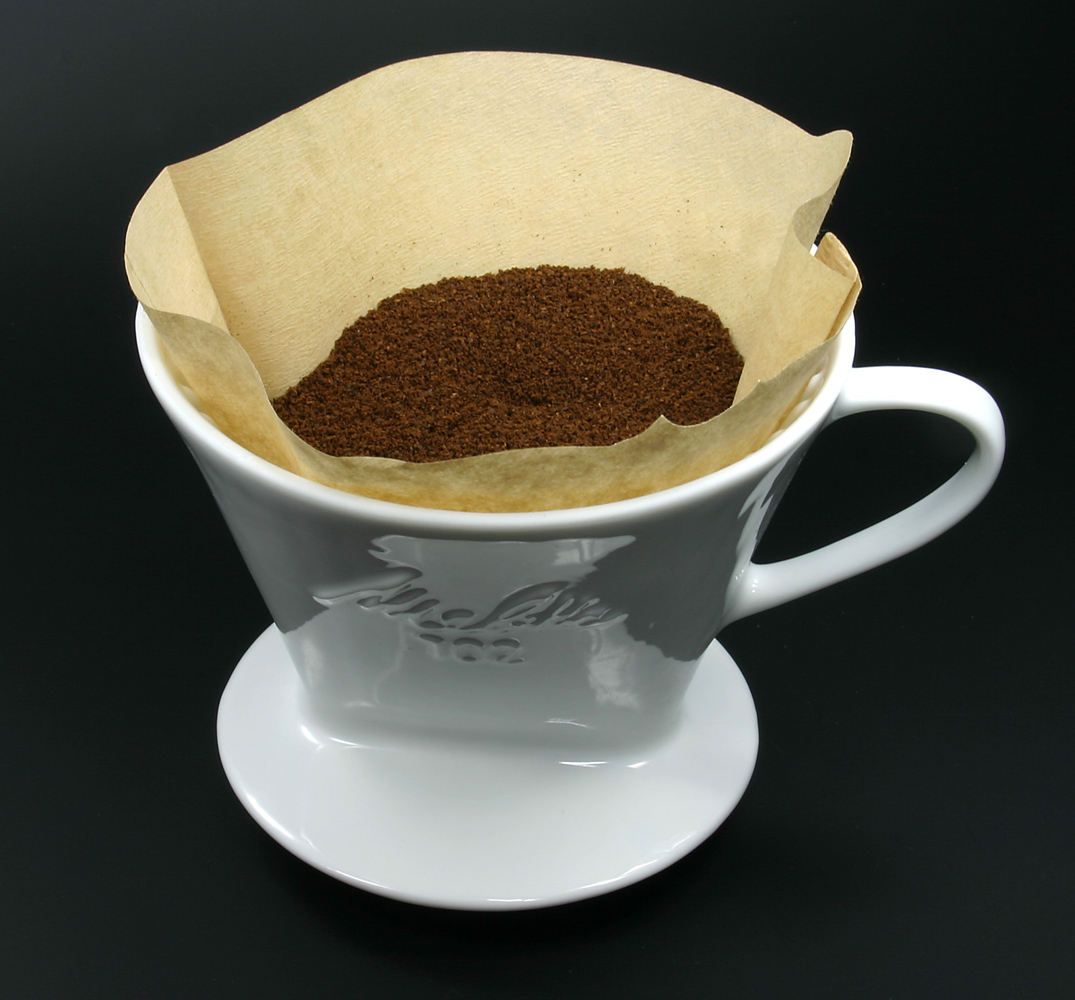
滴漏式咖啡所用的白色陶瓷滤杯，内铺有咖啡滤纸并盛装咖啡粉

滴漏式咖啡（Drip brewing）是一种将水注入经烘焙以及研磨的咖啡豆中的冲泡咖啡的方式。水渗过研磨咖啡，吸收其焦油和香气，透过重力作用，流至过滤器的底部。冲泡过的咖啡渣被留在过滤器，而溶解的咖啡随着滴落的水珠掉进例如玻璃瓶或咖啡壶之类的中。

## 简介
咖啡滤纸于1908年在德国由梅琳达·本茨所发明，并且广泛使用于滴漏式咖啡。 1954年一个由戈特洛布·魏德曼所发明名为Wigomat的机器，是德国第一个获得专利的电动滴漏式咖啡。 滴漏式咖啡壶在1970年代的时候，取代了咖啡过滤器，因为咖啡过滤器会过度渗透，而冲泡出来的咖啡常常会过苦。咖啡过滤纸的一个好处是，剩馀的咖啡渣和过滤纸可以一起处理掉，而不需要清洁过滤器。永久过滤器在现在也很常见的，由薄金属片和细塑料网所组成，能够阻止粉末通过，只让咖啡通过，因为有时没有办法在每个地方买到专用的过滤器，因此永久过滤器的发明解决了这个困扰。虽然这样会增加机器维护的次数，但降低整体成本，并减少更多的浪费。
由于家庭式咖啡机的普及，尤其是在北美地区，使滴漏式咖啡冲泡法更为普及。然而市场上的多种手冲滴漏式咖啡机，提供比全自动咖啡机更多的参数调整空间，并结合停止阀等创新科技，更好控制冲泡时间和咖啡与水的比例。还有一种更小，携带更方便的过滤器，只挂在在一个马克杯或咖啡杯的杯子口上。倒入热水并直接滴落杯中。 
用过滤纸冲泡的咖啡口感比较香纯。虽然屏除不需要的沉淀物，但咖啡的油花和香气却会流失；它们被过滤纸过滤了。而金属过滤器不会过滤掉这些成分。

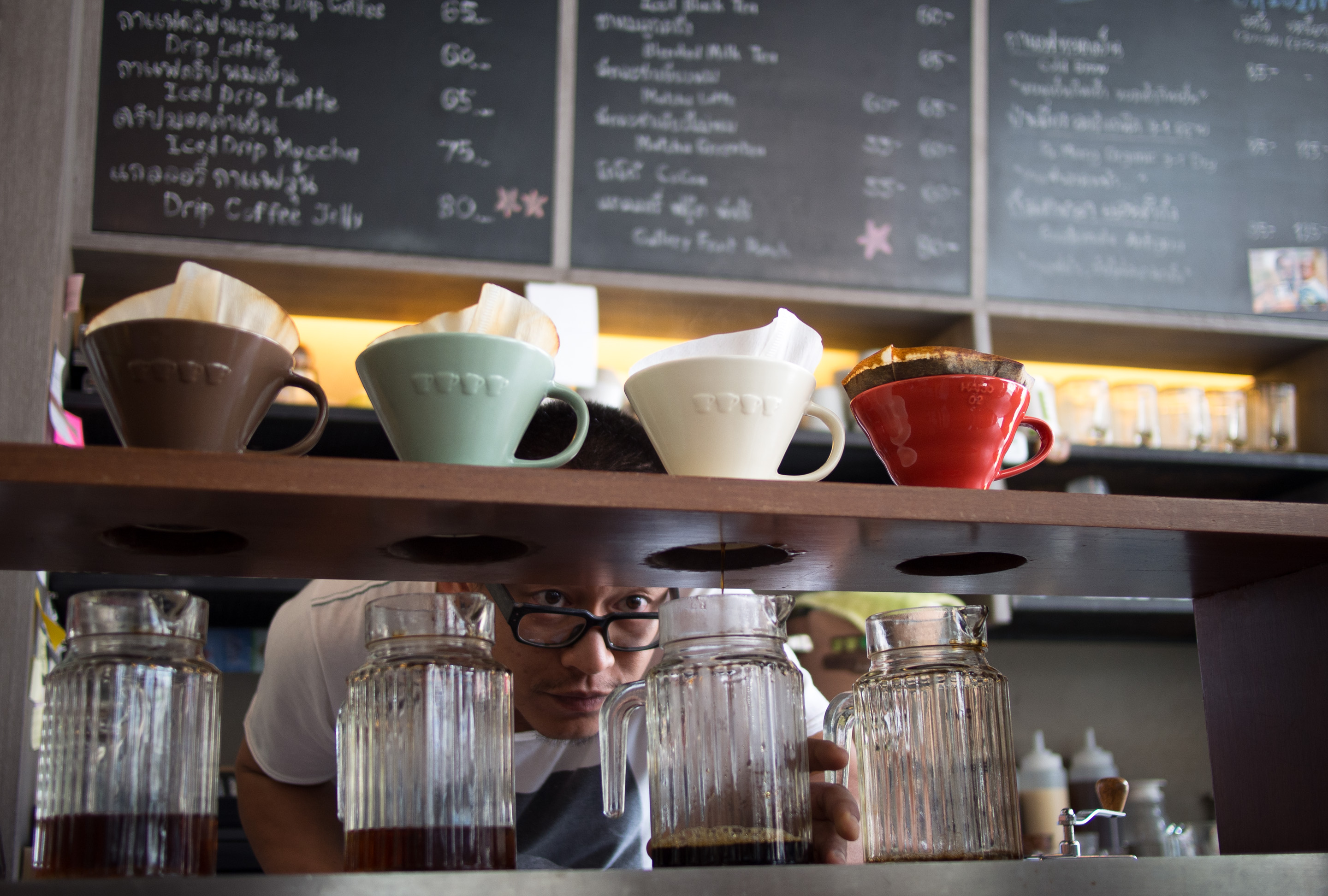
泰国曼谷一家咖啡店的滴漏式咖啡器材

当使用一个高而窄的咖啡壶时，在咖啡壶的底部的咖啡味道显著得较在顶部的咖啡更浓郁。这是因为随着冲泡咖啡的过程，比较少的味道会从研磨咖啡中被萃取出来。有研究提出数学理论表明，当使用相同的力量倒入上述两种杯子时，液体的流动会遵行苏-摩尔斯数列，该分析结果被做为趣味新闻刊登于大众媒体中。

### 引用
1. ↑  . About.com.   [13 February 2012]. （原始内容存档于2023-05-08）.
2. 1 2  .   [28 December 2012]. （原始内容存档于2021-02-25）.
3. ↑  .   [2012年9月18日]. （原始内容存档于2014年3月18日）.
4. ↑  Coffee’s Slow Dance （页面存档备份，存于） By OLIVER STRANDFEB. 9, 2011
5. ↑  "How to Use a Pour Over Brewer" （页面存档备份，存于） CoffeeGeek.com. October 21, 2005.
6. ↑  Cornelis MC, El-Sohemy A. . Curr Opin Clin Nutr Metab Care. November 2007, 10 (6): 745–51  [2016-02-10]. PMID 18089957. doi:10.1097/MCO.0b013e3282f05d81. （原始内容存档于2013-06-02）.
7. ↑  Richman, Robert.  (PDF). Complex Systems. 2001, 13 (4): 381–392  [19 February 2013]. （原始内容存档 (PDF)于2016-06-04）.
8. ↑  Abrahams, Marc. . The Guardian. 12 July 2010  [19 February 2013]. （原始内容存档于2012-09-15）.

## 外部連結
- Hand Drip Coffee